# Canton de Tulle-Sud
Pour les articles homonymes, voir Canton de Tulle (homonymie).
Le canton de Tulle-Sud, ancienne division administrative française située dans le département de la Corrèze, a existé de 1801 à 1982.

## Historique
Le canton de Tulle-Sud est,  avec le canton de Tulle-Nord, l'un des cantons de la Corrèze créés en 1801 lors de la scission en deux du canton de Tulle.
En 1982, il est lui-même scindé. Ses communes sont réparties entre le canton de Tulle-Campagne-Sud et le canton de Tulle-Urbain-Sud.

## Géographie
Ce canton était organisé autour de Tulle, dans l'arrondissement de Tulle. Son altitude variait de 140 m (Cornil) à 618 m (Saint-Priest-de-Gimel).

## Administration

### Conseillers généraux de 1833 à 2015
| Période | Période      | Identité                                     | Étiquette              | Qualité |
| ------- | ------------ | -------------------------------------------- | ---------------------- | --- |
| 1833    | 1837 (décès) | Pierre Joseph Bédoch (père)                  | Majorité conservatrice | Avocat Président du Conseil Général (1834-1837) Député (1813-1815, 1818-1822 et 1831-1837) Egalement élu par le Canton de Beynat |
| 1837    | 1840         | Charles Pauquinot                            |                        | Avocat, propriétaire à Tulle |
| 1840    | 1847         | Denis Edouard Gustave Mougenc de Saint-Aviel |                        | Avocat à Tulle puis conseiller de préfecture                                                                                     |
| 1847    | 1848         | Joseph Meynard de Chabannes                  |                        | Juge au Tribunal Civil de Tulle                                                                                                  |
| 1848    | 1880         | Louis Parrical de Chammard                   | Droite légitimiste     | Médecin à Tulle Maire de Tulle en 1871                                                                                           |
| 1880    | 1882 (décès) | Adolphe de Chanal                            | Républicain            | Général, ancien préfet Député (1876-1881)                                                                                        |
| 1882    | 1898         | Aimé Audubert                                | Républicain            | Docteur en médecine à Tulle |
| 1898    | 1904         | Henri Parrical de Chammard                   | Ind.                   | Docteur - Maire de Laguenne |
| 1904    | 1910         | Aimé Audubert                                | Rad.                   | Médecin - Maire de Sainte-Fortunade                                                                                              |
| 1910    | 1919         | Henri Parrical de Chammard                   | Républicain            | Docteur - Maire de Laguenne |
| 1919    | 1928         | Pierre Estorges                              |                        | Avoué - Maire de Cornil |
| 1928    | 1940         | Félix Audubert                               | PRS                    | Médecin |
|         |              |                                              |                        | |
| 1945    | 1951         | Pierre Ganne                                 | PCF                    | Ouvrier métallurgiste, ancien responsable départemental du PCF dans la clandesinité (mars-août 1944)                             |
| 1951    | 1958         | Jacques de Chammard                          | Rad.ind.               | Sous-Préfet Maire de Tulle (1940-1942) Député (1924-1936) Sénateur (1939-1945)                                                   |
| 1958    | 1976         | Jacques Lacoste                              | MRP puis CD puis DVD   | Chirurgien - Maire de Sainte-Fortunade                                                                                           |
| 1976    | 1982         | Georges Mouly                                | DVD                    | Professeur - Maire de Tulle (1971-1977) Élu en 1982 dans le canton de Tulle-Campagne-Sud                                         |

### Conseillers d'arrondissement (de 1833 à 1940)
| Période                                  | Période | Identité                     | Étiquette   | Qualité |
| ---------------------------------------- | ------- | ---------------------------- | ----------- | --- |
| 1833                                     | 1848    | Guillaume Moussours          |             | Avoué à Tulle                                                                                               |
|                                          |         |                              |             | |
| 1886                                     |         | Auguste Galinon              | Républicain | Propriétaire à Sainte-Fortunade                                                                             |
|                                          |         |                              |             | |
| 1937                                     | 1940    | Bernard Sauvarie (1894-1944) | SFIO        | Ajusteur à la Manufacture d'armes de Tulle Mort pour la France                                              |
| 1940                                     |         |                              |             | Les conseils d'arrondissement ont été suspendus par la loi du 12 octobre 1940 et n'ont jamais été réactivés |
| Les données manquantes sont à compléter. |         |                              |             | |

## Composition
Le canton de Tulle-Sud regroupait les communes suivantes :
- Les Angles-sur-Corrèze[C 3]
- Chanac-les-Mines[C 4]
- Le Chastang[C 5]
- Cornil[C 6]
- Gimel-les-Cascades[C 7]
- Ladignac-sur-Rondelles[C 8]
- Lagarde-Enval[C 9]
- Laguenne de 1808 à 1982[C 2]
- Marc-la-Tour[C 10]
- Pandrignes[C 11]
- Saint-Bonnet-Avalouze[C 12]
- Sainte-Fortunade[C 13]
- Saint-Martial-de-Gimel[C 14]
- Saint-Priest-de-Gimel[C 15]
- Tulle (fraction de commune)[C 1]